# Adelbert Schulz
Pour les articles homonymes, voir Schulz.
Adelbert Schulz, né le 20 décembre 1903 à Berlin et mort le 28 janvier 1944 à Chepetivka est un militaire allemand, général de Wehrmacht pendant la Seconde Guerre mondiale.